# Simone Signoret
Simone Signoret, pseudonimo di Simone-Henriette-Charlotte Kaminker (Wiesbaden, 25 marzo 1921 – Autheuil-Authouillet, 30 settembre 1985), è stata un'attrice e scrittrice francese, vincitrice dell'Oscar alla miglior attrice nel 1960.
Considerata una delle più grandi attrici della storia del cinema, dalla forte personalità e dalle straordinarie doti di interprete, nella sua lunga carriera la Signoret vinse, tra gli altri, un premio Oscar, un premio César, tre premi BAFTA, un premio Emmy, un David di Donatello, il Prix d'interpretation feminine al Festival di Cannes e l'Orso d'argento al festival di Berlino. Lavorò con alcuni dei più grandi registi del suo tempo come Henri-Georges Clouzot, Luis Buñuel, Jack Clayton, Antonio Pietrangeli, René Clément, Stanley Kramer e Moshé Mizrahi.
Tra i suoi film più celebri, Casco d'oro (1952), I diabolici (1955), Le vergini di Salem (1957), La strada dei quartieri alti (1959), Adua e le compagne (1960), La nave dei folli (1965), Chiamata per il morto (1966), L'armata degli eroi (1969), Le chat - L'implacabile uomo di Saint Germain (1971) e La vita davanti a sé (1977).

## Biografia
Figlia primogenita di André Kaminker, ebreo polacco, e della parigina Georgette Signoret, Simone nacque a Wiesbaden che, pur in territorio tedesco, si trovava nel 1921 sotto l'occupazione francese seguita alla prima guerra mondiale. André Kaminker (1888-1961), inventore della traduzione simultanea (nel 1934 tradusse anche un discorso ufficiale tenuto da Hitler a Norimberga), fu uno dei fondatori dell'Associazione internazionale interpreti (AIIC) e più tardi fu anche capo interprete del Consiglio d'Europa. Al tempo della nascita di Simone si trovava in Renania al seguito dell'esercito francese; nel 1923 Kaminker rientrò in Francia e si stabilì a Neuilly-sur-Seine, sobborgo di Parigi, dove Simone frequentò le scuole elementari, medie e superiori.
Dopo essersi trasferita con la famiglia in Bretagna nel 1939 per godere di una maggiore sicurezza durante la guerra, Simone tornò a Parigi nel 1941 e trovò lavoro come segretaria per Le nouveau temps, rivista fondata da Jean Luchaire, padre della sua ex compagna di scuola Corinne. Proprio grazie a Corinne, che aveva cominciato a recitare sul grande schermo, Simone fu introdotta nell'ambiente cinematografico e adottò come nome d'arte quello della madre. Nel 1943 conobbe Yves Allégret, con cui si sposò nel 1948. Una prima figlia concepita con Allegret prima del matrimonio morì dopo pochi giorni, come racconta Signoret nella sua autobiografia. La loro figlia Catherine nacque il 16 aprile 1946. Nello stesso anno Simone conquistò la popolarità grazie al ruolo da lei interpretato nel film L'albergo della malavita, che le fruttò il premio Suzanne Bianchetti nel 1947. Allégret le offrì i suoi primi ruoli importanti, tra cui quello della prostituta sfruttata in Dédée d'Anvers (1947).

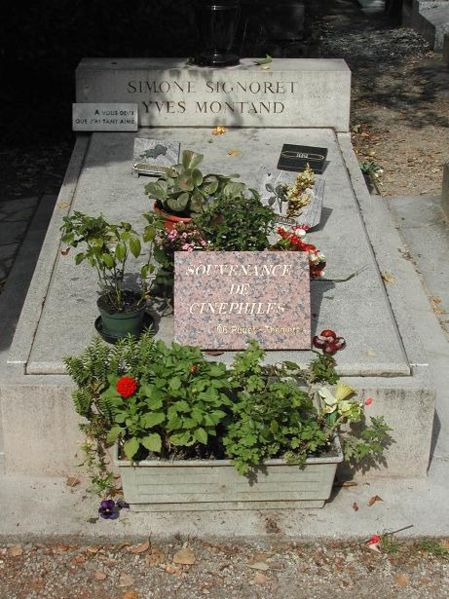
Tomba di Simone Signoret e Yves Montand

Era l'epoca d'oro di Saint-Germain-des-Prés; Simone frequentava il mondo intellettuale della Rive gauche, portava pantaloni di flanella, maglioni a collo alto e fumava le Caporal. Anticonformista, combattiva, devota alla causa della giustizia sociale, conobbe Jacques Prévert. Qualche anno dopo, Prévert le presentò un italiano arrivato in Francia da bambino, uno scaricatore di porto che Édith Piaf aveva scoperto e lanciato come cantante. Si chiamava Ivo Livi, poi Yves Montand. Nell'agosto 1949 Simone decise di lasciare Allégret e di andare a vivere con Montand, con cui si sposò il 22 dicembre 1951. Dopo alcuni film prestigiosi, oggi considerati dei classici, quali Il piacere e l'amore (1950) di Max Ophüls, Casco d'oro (1952) di Jacques Becker, I diabolici (1955) di Henri-Georges Clouzot, e La selva dei dannati (1956) di Luis Buñuel, nel 1960 ottenne l'Oscar come migliore attrice protagonista per La strada dei quartieri alti. Nello stesso anno, sotto la direzione di Antonio Pietrangeli, vestì ancora una volta i panni di matura prostituta nel film italiano Adua e le compagne (1960), affiancata nel cast da Sandra Milo, Emmanuelle Riva e Marcello Mastroianni.
Durante il viaggio negli Stati Uniti per accompagnare Yves Montand, che era stato scritturato per una serie di recital, la coppia Montand-Signoret ebbe occasione di conoscere Marilyn Monroe, che andò a un concerto di Montand con il marito Arthur Miller, e che poi lo impose come suo partner nel film Facciamo l'amore, che avrebbe dovuto girare di lì a poco. Dopo aver presenziato alla cerimonia di premiazione degli Academy Awards, dove le fu consegnato l'Oscar per la migliore attrice di quell'anno, Signoret tornò in Europa. Fra Yves Montand, rimasto negli Stati Uniti per continuare le riprese del film, e Marilyn Monroe nacque un legame passionale che diventò in breve di dominio pubblico. "Se Marilyn Monroe è innamorata di mio marito, questo prova che ha buon gusto: ne sono innamorata anch'io", commentò ironicamente Signoret. Tuttavia, al termine delle riprese e dopo la promozione del film, Montand si riconciliò con la moglie, e, nonostante i frequenti tradimenti dell'attore, non si lasceranno mai fino alla morte di lei. Anche Signoret sarà invitata in America ad interpretare alcuni film: La nave dei folli (1966) di Stanley Kramer, Chiamata per il morto (1967) e Il gabbiano (1968), entrambi di Sidney Lumet, Assassinio al terzo piano (1967) di Curtis Harrington. In seguito sceglierà ruoli forti e determinati, spesso in film di denuncia civile come La confessione (1970) di Costa-Gavras.
Nel 1977 la sua interpretazione in La vita davanti a sé di Moshé Mizrahi e tratto dall'omonimo romanzo di Romain Gary, le varrà il premio César 1978 come migliore attrice, mentre il film vinse l'Oscar al miglior film straniero. Narra la storia di Madame Rosa, ex prostituta ebrea, residente in un quartiere dove coabitano neri, arabi ed ebrei. Scampata al campo di concentramento, decide di allevare i figli delle colleghe. In miseria, alla fine dei suoi giorni, ha accanto a sé uno di loro, Momo. Nel 1976 Simone Signoret pubblicò la sua autobiografia, La nostalgia non è più quella di un tempo, e nel 1985 il romanzo Addio Volodia. L'ultimo film da lei interpretato, L'Etoile du Nord, risale al 1981. Successivamente la sua salute iniziò a deteriorarsi e una grave malattia della retina la rese progressivamente cieca. Morì il 30 settembre 1985, all'età di 64 anni, nella villa di Autheuil-sur-Herne che lei e Montand avevano acquistato nel 1954 dopo i primi grandi successi. In seguito Montand si sposò di nuovo, ma alla morte fu sepolto insieme a Simone Signoret.

## Filmografia

### Cinema
- Le Prince charmant, regia di Jean Boyer (1941)
- Boléro regia di Jean Boyer (1941)
- L'Ange de la nuit, regia di André Berthomieu (1942)
- L'amore e il diavolo (Les Visiteurs du soir), regia di Marcel Carné (1942)
- Le Voyageur de la Toussaint, regia di Louis Daquin (1942)
- Adieu Léonard, regia di Pierre Prévert (1943)
- Béatrice devant le désir, regia di Jean de Marguenat (1943)
- La Boîte aux rêves, regia di Yves Allégret (1943)
- Le Mort ne reçoit plus, regia di Jean Tarride (1943)
- Service de nuit, regia di Jean Faurez (1944)
- Le Couple idéal, regia di Bernard Roland (1945)
- Les Démons de l'aube, regia di Yves Allégret (1945)
- L'albergo della malavita (Macadam), regia di Marcel Blistène e Jacques Feyder (1946)
- Fantomas (Fantômas), regia di Jean Sacha (1947)
- Les Guerriers dans l'ombre (Against the Wind), regia di Charles Crichton (1947)
- Dédée d'Anvers, regia di Yves Allégret (1948)
- Impasse des Deux Anges, regia di Maurice Tourneur (1948)
- Manèges, regia di Yves Allégret (1949)
- Il piacere e l'amore (La Ronde), regia di Max Ophüls (1950)
- Sacrificio supremo - Braccato (Gunman in the Streets), regia di Boris Lewin e Frank Tuttle (1950)
- Ombre malefiche (Ombre et lumière), regia di Henri Calef (1950)
- Swiss tour, regia di Leopold Lindtberg (1950)
- Sans laisser d'adresse, regia di Jean-Paul Le Chanois (1951)
- Casco d'oro (Casque d'or), regia di Jacques Becker (1952)
- Jouons le jeu, episodio La jalousie, regia di André Gillois (1953)
- Teresa Raquin (Thérèse Raquin), regia di Marcel Carné (1953)
- I diabolici (Les Diaboliques), regia di Henri-Georges Clouzot (1954)
- La selva dei dannati (La Mort en ce jardin), regia di Luis Buñuel (1956)
- Le vergini di Salem (Les Sorcières de Salem), regia di Raymond Rouleau (1957)
- La strada dei quartieri alti (Room at the Top), regia di Jack Clayton (1959)
- Adua e le compagne, regia di Antonio Pietrangeli (1960)
- I cattivi colpi (Les Mauvais Coups), regia di François Leterrier (1961)
- Amori celebri (Les Amours célèbres), regia di Michel Boisrond episodio Jenny Lacour (1961)
- Il giorno e l'ora (Le Jour et l'heure), regia di René Clément (1962)
- L'anno crudele (Term of Trial), regia di Peter Glenville (1963)
- Confetti al pepe (Dragées au poivre), regia di Jacques Baratier (1963)
- Vagone letto per assassini (Compartiment tueurs), regia di Costa-Gavras (1965)
- La nave dei folli (Ship of Fools), regia di Stanley Kramer (1965)
- Parigi brucia? (Paris brûle-t-il?), regia di René Clément (1966)
- Chiamata per il morto (The Deadly Affair), regia di Sidney Lumet (1967)
- Il gabbiano (The Sea Gull), regia di Sidney Lumet (1968)
- Assassinio al terzo piano (Games), regia di Curtis Harrington (1968)
- L'Américain, regia di Marcel Bozzuffi (1969)
- L'armata degli eroi (L'Armée des ombres), regia di Jean-Pierre Melville (1969)
- La confessione (L'Aveu), regia di Costa-Gavras (1970)
- Conto alla rovescia (Comptes à rebours), regia di Roger Pigaut (1971)
- Le chat - L'implacabile uomo di Saint Germain (Le Chat), regia di Pierre Granier-Deferre (1971)
- L'evaso (La Veuve Couderc), regia di Pierre Granier-Deferre (1971)
- La mia legge (Les Granges brûlées), regia di Jean Chapot (1973)
- Rude Journée pour la reine, regia di René Allio (1973)
- Un'orchidea rosso sangue (La Chair de l'orchidée), regia di Patrice Chéreau (1974)
- Police Python 357, regia di Alain Corneau (1975)
- La vita davanti a sé (La Vie devant soi), regia di Moshé Mizrahi (1977)
- Madame Le Juge (1978) Serie TV
- L'adolescente, regia di Jeanne Moreau (1979)
- Mia cara sconosciuta (Chère inconnue), regia di Moshé Mizrahi (1980)
- Guy de Maupassant, regia di Michel Drach (1981)
- L'Étoile du Nord, regia di Pierre Granier-Deferre (1981)

### Televisione
- General Electric Theater – serie TV, episodio 8x31 (1960)

#### Film e documentari su Simone Signoret
- Le dee dell'amore (The Love Goddesses) documentario di Saul J. Turell - filmati di repertorio (1965)
- Mémoires pour Simone, regia di Chris Marker (1986)

## Opere letterarie
- La nostalgie n’est plus ce qu’elle était, Éditions du Seuil, Paris, 1976, ISBN 2-02004-520-6.
  - La nostalgia non è più quella d'un tempo, traduzione di Vera Dridso, Torino: Einaudi, 1980
- Le lendemain, elle était souriante..., Éditions du Seuil, Paris, 1979, ISBN 9782020052580
- Adieu Volodia, Fayard, Paris, 1985, ISBN 2-25303-956-X.
  - Addio Volodia, traduzione di Elina Klersy Imberciadori, Milano, A. Mondadori, 1985,

## Riconoscimenti
- Premio Oscar
  - 1960 – Migliore attrice protagonista per La strada dei quartieri alti
  - 1966 – Candidatura a Migliore attrice protagonista per La nave dei folli

- Golden Globe
  - 1960 – Candidatura a Migliore attrice in un film drammatico per La strada dei quartieri alti
  - 1966 – Candidatura a Migliore attrice in un film drammatico per La nave dei folli

- Premio César
  - 1978 – Migliore attrice protagonista per La vita davanti a sé
  - 1983 – Candidatura a Migliore attrice protagonista per L'Étoile du Nord

- British Academy Film Award
  - 1953 – Migliore attrice internazionale per Casco d'oro 
  - 1958 – Migliore attrice internazionale per Le vergini di Salem
  - 1959 – Migliore attrice internazionale per La strada dei quartieri alti
  - 1966 – Candidatura a Migliore attrice internazionale per La nave dei folli
  - 1968 – Candidatura a Migliore attrice internazionale per Chiamata per il morto
  - 1969 – Candidatura a Migliore attrice non protagonista per Assassinio al terzo piano

- David di Donatello
  - 1978 – Migliore attrice straniera per La vita davanti a sé

- Festival di Cannes
  - 1959 – Prix d'interprétation féminine per La strada dei quartieri alti

- Festival di Berlino
  - 1971 – Orso d'argento per la migliore attrice per Le chat - L'implacabile uomo di Saint Germain

## Doppiatrici italiane
Nelle versioni in italiano delle opere in cui ha recitato, Simone Signoret è stata doppiata da:
- Andreina Pagnani in: I diabolici, Le vergini di Salem, La strada dei quartieri alti, Vagone letto per assassini, La nave dei folli, Chiamata per il morto
- Lydia Simoneschi in: Casco d'oro, Teresa Raquin, Parigi brucia?, Assassinio al terzo piano, La mia legge
- Anna Miserocchi in: La confessione, L'evaso, Police Python 357, La vita davanti a sé
- Miranda Bonansea in: Il piacere e l'amore
- Noemi Gifuni in: Swiss tour
- Lilla Brignone in: Adua e le compagne
- Dhia Cristiani in: L'anno crudele
- Franca Valeri in: Confetti al pepe
- Adriana De Roberto in: L'armata degli eroi